# Cronos (DC Comics)
Cronos o Crono (Cronus en inglés) es un personaje ficticio de DC Comics basado en el Titán del mismo nombre de la Mitología Griega. Cronos era el rey de los titanes, hijo de Gea, la Diosa de la Tierra y Urano, el Dios del cielo. Crono derrocó a su padre Urano y se convirtió en el señor de toda la creación, posteriormente fue derrocado por sus propios hijos, Zeus, Hades y Poseidón, y encerrado en el Tártaro.

## Biográfica del personaje
Su padre el dios Urano era un líder despiadado y Gea le pidió a su hijo Crono que matara a su padre. Mató a Urano y se convirtió en el señor de toda la creación. Nuevamente se profetizó que uno de sus hijos mataría a Cronos tal como había derrocado a su padre. Como resultado, cuando Hestia, Deméter, Hera, Hades y Poseidón, nacieron, los devoró, para adelantarse a la profecía. Cuando nació el sexto hijo, Zeus, su esposa Rea buscó a Gea para idear un plan para salvarlos y eventualmente obtener un castigo en Cronos por comer a sus hijos. Rea en secreto dio a luz a Zeus, y le entregó a Cronos una piedra envuelta en tela, la cual rápidamente tragó, creyendo que era su hijo. Rea se llevó a Zeus y lo mantuvo oculto.
Zeus creció hasta llegar a la adultez, momento en el cual decidió a enfrentarse a su padre cortando su estómago, liberando a sus hermanos. Zeus también liberó a los Cíclopes, quienes lo ayudaron a forjar sus Pernos de trueno, el tridente de Poseidón y el casco de la oscuridad de Hades. Lucharon contra los Titanes del Mito y se convirtieron en los nuevos gobernantes de la Tierra al matar a Crono y forjar un pacto en sus restos muertos. En el Olimpo comenzaron a gobernar Zeus, Poseidón y Hades haciéndose llamar los dioses olímpicos, dividiendo el cielo, los mares y el inframundo entre sí. Cronos quedó encarcelado en el Tártaro por el resto de la eternidad.

### Guerra de los dioses
Durante el evento War of the Gods, los dioses antiguos comenzaron a tratar de destruir la Tierra y los uno a los otros. Los Dioses romanos libran la guerra con los Dioses olímpicos, los egipcios, africanos, Nórdicos, Babilónicos y Thanagarianos quieren recrear el mundo en sus propias semejanzas. La hechicera Circe fue quien los ha llevado a luchar entre sí, durante un enfrentamiento, Circe es llevada del Olimpo a la Tumba de Cronos donde se enfrenta a Mujer Maravilla y Donna Troy. Al final, Circe es derrotada y la Guerra de los Dioses finalmente se termina, pero a costa de las vidas de Hermes, Eris, el Hijo de Vulcano y Harmonía.

### Retorno
Aunque los Titanes se mantuvieron fieles a su búsqueda, su hermano Crono se amargó durante su encarcelamiento. Eventualmente creó un culto de creyentes para alimentar sus poderes. Su verdadero objetivo era poseer todo el poder de la Ola de Dios en la Tierra. Para hacer esto, él tendría que derrotar y destruir todas las deidades en la Tierra. Comenzó por liberar al resto de su progenie de su vientre (los que no habían sido regurgitados en el momento del triunfo de Zeus).
Estos eran:
- Arch, dios de la estrategia
- Disdain, diosa de la ruina
- Warrior, dios de la muerte
- Oblivion, dios de la venganza
- Slaughter, dios de la destrucción
- Titan, dios de la conquista

Otra clave para su éxito fue la creación de un campeón. Como sus hijos crearon y capacitaron a la Princesa Diana de Temiscira, Cronos también creó a Devastación, un ser dotado por todos estos nuevos Titanes. El Titán anunció al próximo Crono, luego Oblivion hizo un intento fallido de esclavizar a Diana dentro de su propio Domo. Wonder Woman Vol.2 #141 (febrero de 1999) La devastación también resultó infructuosa contra Diana; entonces Cronos hizo su movimiento. Comenzó derrotando a los olímpicos y arrojando a Zeus a la Tierra. Luego conquistó el panteón hindú y se dirigió al cielo. El hijo de Cronos Oblivion intento destruir a los dioses hundúes, el atrapó a Rama y la Mujer Maravilla en un reino de ensueño donde los dos se unieron en la dicha de matrimonio. Los falsos recuerdos de esta ilusión se hicieron añicos cuando Diana derrotó a Oblivion, pero Rama supuestamente permaneció enamorado. La Mujer Maravilla liberó a los olímpicos y se unió a los hindúes y Pax Dei (anfitrión celestial). Diana derrotó a Cronos pero el dios logró llegar y tocar el poder de la Presencia. Al hacerlo el poder de la Presencia fue demasiado para el y quedó abrumado. Humillado, renunció a su forma corpórea y regresó a la madre Gea.

### Los nuevos 52
En el Inframundo, Diana se prepara para la boda de ella y Hades con ayuda de una dama de compañía, y descubre que Persefone, la primera esposa de Hades esta sangrando, cuando la joven intentó huir de su esposo este le hizo estas marcas para que no olvidara el grave error que cometió al tratar de irse.
Hades posteriormente es visto charlando con su padre, Cronos, a quien los dioses tienen cautivo y lo transformaron en el trono del inframundo. Eris aparece y felicita a su tío por la boda, pero como es su costumbre también se burla de una manera sutil al insinuarle que su novia no le corresponde y parece que le causa gracia el hecho de que habrán pocos invitados.

## Poderes y habilidades
Cronos posee diversas habilidades al ser un Titán. Entre sus capacidades están: posee poder divino, invulnerabilidad, inmortalidad, fuerza sobrehumana, resistencia, telepatía, puede utilizar magia, puede lanzar rafas de energía en forma de fuego. Posee además la "Hoz de Crono": una arma que canaliza todo su poder lo que le permite poder matar a otros dioses.